# Gershom Scholem
Gershom Scholem (født 5. december 1897 i Berlin, død 21. februar 1982 i Jerusalem) var en jødisk filosof og historiker. Han er mest kendt for at have stiftet et humanistisk videnskabeligt studie af kabbala. I Jerusalem virkede han som Professor of Jewish Mysticism ved Hebrew University. Han var en nær ven af Walter Benjamin.

## Udvalgt bibliografi
- Major Trends in Jewish Mysticism, 1941
- Sabbatai Zevi, the Mystical Messiah, 1973
- On Kabbalah and Its Symbolism, 1965